# EMD G26CU
A locomotiva G26C é uma máquina construída pela GM e suas representantes pelo mundo como máquina de exportação destinada a linhas que não suportassem o peso por eixo "elevado" de máquinas diesel feitas para o mercado interno americano. Foram máquinas de grande sucesso e concorrentes diretas da U20C, atuando na mesma faixa de potencia e mercado consumidor. Foram vendidas para diversas ferrovias pelo mundo como Australian Railroad Group, Freight Australia, ONCF, Islamic Republic of Iran Railways, Croatian Railways, Israel Railways, Korail e para a RFFSA na sua 13ª regional, o Rio Grande do Sul.

## História

### Austrália
A Victorian Railways comprou 24 G26C, que foram construídas na Austrália pela Clyde Engineering, ficando conhecidas na Vitorian como class X. Atualmente são operadas pelas concessionárias Pacific National e QRNational.
A Queensland Rail comprou 102 GL26C-2 em 1970, também construídas na Austrália, mas desta vez pela Comeng para a Clyde Engineering, e ficaram conhecidas como Class 2100. Atualmente 10 dessas máquinas encontram-se no Chile, para aonde foram vendidas além de algumas locomotivas G12 e G22 para uma mina.

### Brasil
Foram máquinas adquiridas pela RFFSA para a 13ª regional, Rio Grande do Sul, aonde foram as locomotivas de maior potência até a chegadas das GT22CUM-1 quase 10 anos mais tarde. Recebem o "U" depois da nomenclatura padrão G26C por serem de bitola métrica. Eram utilizadas com suas irmãs G22CU, G22U e até mesmo G12's para tracionar trens de grãos e commodities agrícolas. Com a privatização em 1997 e o início das operações pela FSA, essas máquinas passaram a circular por quase todas as linhas da concessionária onde seu peso por eixo e seu raio de curva fossem capazes de passar. Puderam ser vistas no Paraná com certa frequência nessa época, coisa incomum até então. Em 2001, dez dessas máquinas, as de números 4507, 4509, 4511, 4515, 4516, 4521, 4524, 4525, 4529 e 4531 foram completamente reformadas e modernizadas em G26CU-MP, máquinas que partem em série-paralelo, fazem "shunt", em seguida transição para paralelo e por último paralelo com "shunt", além de terem sido micro-processadas, tendo um ganho aproximado de aderência de 20%, além de ter o consumo reduzido e outras vantagens do micro-processamento, como capacidade de fazer diagnósticos do ocorrido com a máquina em qualquer incidente. As máquinas números 4505, 4519, 4528, 4530 e 4535 foram baixadas em acidentes ainda no período da RFFSA, antes da numeração SIGO eram numeradas 6401 a 6436 sendo que a 6401 foi baixada nesse período, as 30 demais foram entregues em condições operacionais a FSA em 1997. Hoje a maioria foi baixada, sendo que algumas estão realizando o trabalho de manobreiras, como a 4521. 
| Número de Fabricação | Número original | Ano de entrada em Trafego | Número SIGO | Operadora Atual | Observações                              |
| -------------------- | --------------- | ------------------------- | ----------- | --------------- | ---------------------------------------- |
| 713.250              | 6401            | 1975                      | ---         | ---             | Baixada durante RFFSA (período pré-SIGO) |
| 713.251              | 6402            | 1975                      | 4501        | ALL             |                                          |
| 713.252              | 6403            | 1975                      | 4502        | ALL             |                                          |
| 713.253              | 6404            | 1975                      | 4503        | ALL             |                                          |
| 713.254              | 6405            | 1975                      | 4504        | ALL             |                                          |
| 713.255              | 6406            | 1975                      | 4505        | ----            | Baixada durante RFFSA                    |
| 713.256              | 6407            | 1975                      | 4506        | ALL             |                                          |
| 713.257              | 6408            | 1975                      | 4507        | ALL             | Modernizada para G26CU-MP                |
| 713.258              | 6409            | 1975                      | 4508        | ALL             |                                          |
| 713.259              | 6410            | 1975                      | 4509        | ALL             | Modernizada para G26CU-MP                |
| 713.260              | 6411            | 1975                      | 4510        | ALL             |                                          |
| 713.261              | 6412            | 1975                      | 4511        | ALL             | Modernizada para G26CU-MP                |
| 713.262              | 6413            | 1975                      | 4512        | ALL             |                                          |
| 713.263              | 6414            | 1975                      | 4513        | ALL             |                                          |
| 713.264              | 6415            | 1975                      | 4514        | ALL             | Tansformada em SLUG e depois sucateada   |
| 713.265              | 6416            | 1975                      | 4515        | ALL             | Modernizada para G26CU-MP                |
| 713.266              | 6417            | 1975                      | 4516        | ALL             | Modernizada para G26CU-MP                |
| 713.267              | 6418            | 1975                      | 4517        | ALL             |                                          |
| 713.268              | 6419            | 1975                      | 4518        | ALL             |                                          |
| 713.269              | 6420            | 1975                      | 4519        | ----            | Baixada durante RFFSA                    |
| 713.270              | 6421            | 1975                      | 4520        | ALL             |                                          |
| 713.271              | 6422            | 1975                      | 4521        | ALL             | Modernizada para G26CU-MP                |
| 713.272              | 6423            | 1975                      | 4522        | ALL             |                                          |
| 713.273              | 6424            | 1975                      | 4523        | ALL             |                                          |
| 713.274              | 6425            | 1975                      | 4524        | ALL             | Modernizada para G26CU-MP                |
| 713.275              | 6426            | 1975                      | 4525        | ALL             | Modernizada para G26CU-MP                |
| 713.276              | 6427            | 1975                      | 4526        | ALL             |                                          |
| 713.277              | 6428            | 1975                      | 4527        | ALL             |                                          |
| 713.278              | 6429            | 1975                      | 4528        | ----            | Baixada durante RFFSA                    |
| 713.279              | 6430            | 1975                      | 4529        | ALL             | Modernizada para G26CU-MP                |
| 713.280              | 6431            | 1975                      | 4530        | ----            | Baixada durante RFFSA                    |
| 713.281              | 6432            | 1975                      | 4531        | ALL             | Modernizada para G26CU-MP                |
| 713.282              | 6433            | 1975                      | 4532        | ALL             |                                          |
| 713.283              | 6434            | 1975                      | 4533        | ALL             |                                          |
| 713.284              | 6435            | 1975                      | 4534        | ALL             |                                          |
| 713.285              | 6436            | 1975                      | 4535        | ----            | Baixada durante RFFSA                    |

## Croácia
Na Croatian Railways são designadas como série 2062. Muitas foram modernizadas como 2062 subsérie 100. O principal uso destas máquinas é nas linhas Lika-Dalmatia, Istria e ocasionalmente na Slovenia. As 2602-100 são usadas exclusivamente na linha Lika-Dalmatia.

## Galeria de fotos

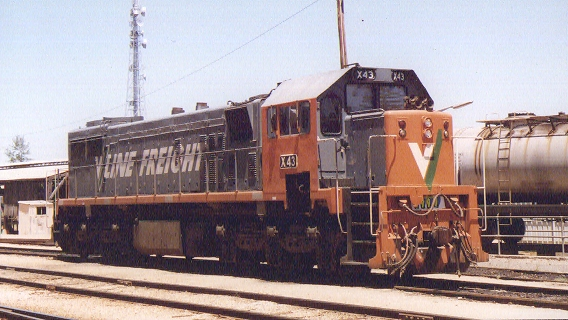
Locomotiva G26C Australiana X43 em  terminal da V/Line Freight .
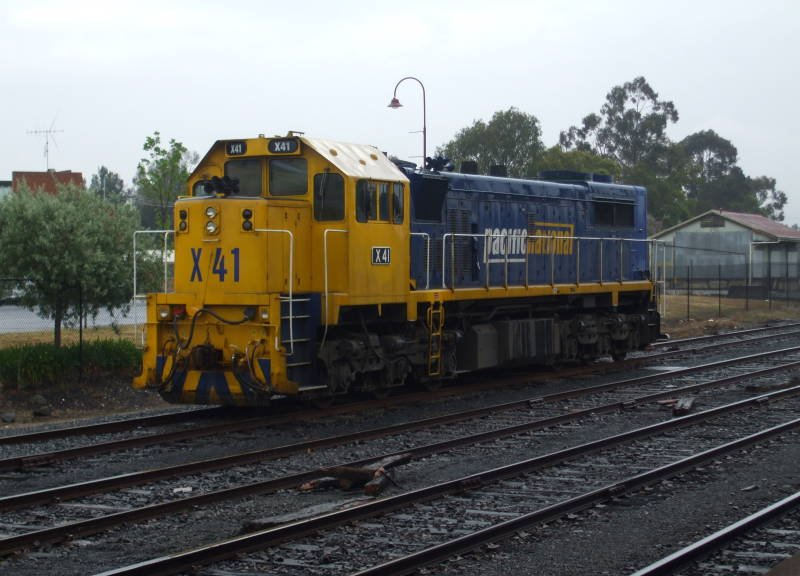
Locomotiva G26C Australiana X41 em pátio da Pacific National.
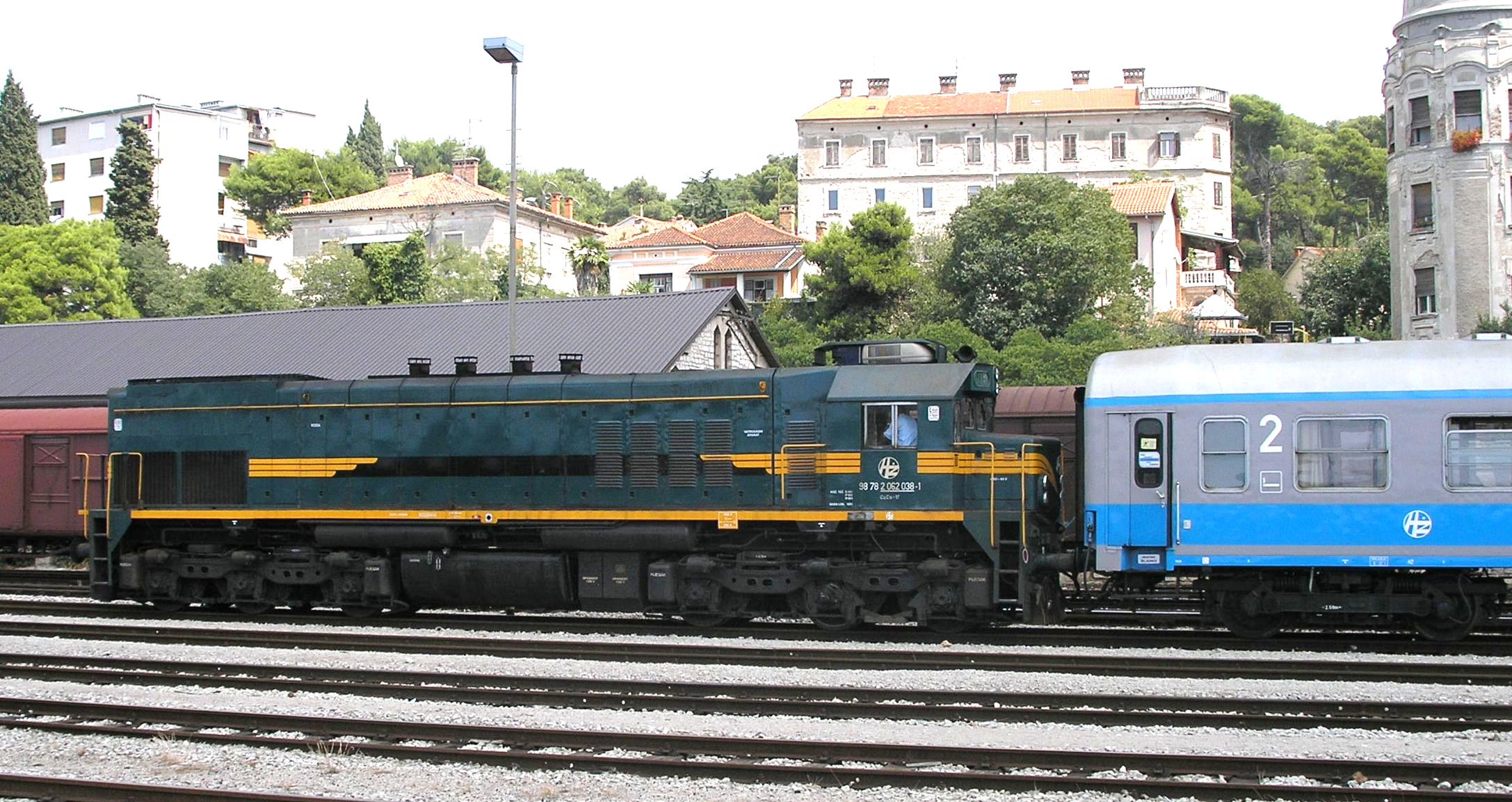
Uma EMD G26 da Croatian Railways